# Flexible Schuleingangsphase
Die flexible Schuleingangsphase (Flex) ist ein Modellversuch für die Einschulung in der Grundschule. Es werden jahrgangsübergreifende Klassen eingerichtet, die die Kenntnisse und Fertigkeiten der Klassen 1 und 2 vermitteln und in der die Schüler mindestens ein und maximal drei Jahre verbleiben. Innerhalb dieser Klassen lernen die Schüler weitgehend individuell, sind aber trotzdem in einen Klassenverband integriert. Das ermöglicht ein schnelleres oder langsameres Lernen ohne den Verlust der sozialen Kontakte.
Durch die flexible Schuleingangsphase soll der immer größer werdende Unterschied im Vorwissen der Grundschüler ausgeglichen und somit Unter- oder Überforderung verhindert werden. Zudem soll der wachsende Trend, dass immer mehr Eltern ihre Kinder von der Schule zurückstellen lassen, gestoppt werden. Die flexible Schuleingangsphase gehört deshalb zu den zentralen Empfehlungen der Kultusministerkonferenz für Schulreformen nach PISA.
Die flexible Schuleingangsphase wurde 1999 im Land Brandenburg als Schulversuch eingeführt, 2003 dann in Schleswig-Holstein, Thüringen und Berlin. Seit 2005 gibt es sie auch in Nordrhein-Westfalen, seit 2007 in Hessen und seit 2010 in Bayern. Das Konzept ist personalintensiver als das Arbeiten im herkömmlichen Klassenverband.